# جبار عكار
جبار عكار أو جبار عگار أو جَبَّار عَقّار (ولادة 1922 دلة عباس في محافظة ديالى في العراق - وفاة 2009 بغداد في العراق). مطرب بدوي نبطي عراقي. يعتبر رائد الأغنية البدوية وسفيرها إلى خارج العراق.

## عنه
هو نجل مطرب العتابة سعيد عكار الذي يعد أول مطرب بدوي دخل بغداد وسجل فيها الإسطوانات في ثلاثينيات وأربعينيات القرن العشرين. نشا الفنان جبار عكار على طريقة والده حيث رافقه في أكثر الحفلات.  قدم بعض العتابات والأبوذيات من إذاعة قصر الزهور التي كانت يديرها الملك غازي ملك العراق ومن دار الإذاعة العراقية. في عام 1956 افتتح تلفزيون العراق فاشترك بالمؤتمر الموسيقي حيث أرسل في طلبه الفنان حقي الشبلي وغنى في المؤتمر عتابة مع سويحلي وبيت نايل. المخرج مهدي الصفار عمل فيلما قصيرا غنى فيه، وكان يعزف له على الربابة الفنان مطلك الفرحان وقد عرض الفيلم في معرض بغداد الدولي عام 1959. ثم توالت له خمسة أفلام غنائية وتمثيلية منها (حمد وحمود) وفيلم (ضاري).
التحق بفرقة الرشيد للفنون الشعبية وبعدها شارك مع الفرقة القومية للفنون الشعبية فاتاح ذلك له تقديم فنه على معظم مسارح دول العالم برفقته ربابته التي كانت شهيرة جداً مرتدياً ملابسه العراقية التقليدية. لاقى فيها نجاحا واقبالا كبيرين بين مختلف الشرائح الاجتماعية والثقافية وحتى السياسية فضلاً عن الفنية داخل وخارج العراق. ألف بعض الزهيريات والقصائد البدوية. عرف بفطرته وعفويته وتلقائيته في العزف والغناء. عانى الراحل عكار في ايامه الأخيرة من المرض الذي لم يمنعه من الظهور وللمرة الأخيرة في برنامج الأغاني العراقية الذي قدمته الفنانة داليا العقيدي عبر قناة الحرة عراق. 